# 10774 Eisenach
10774 Eisenach este un asteroid din centura principală de asteroizi.

## Descriere
10774 Eisenach este un asteroid din centura principală de asteroizi. A fost descoperit pe 15 ianuarie 1991 la Tautenburg de Freimut Börngen. Asteroidul prezintă o orbită caracterizată de o semiaxă mare de 2,40 ua, o excentricitate de 0,17 și o înclinație de 4,8° în raport cu ecliptica.